# Bernardus van Bilderbeek (architect)
Bernardus van Bilderbeek (Amsterdam, 15 december 1876 – Dordrecht, 29 december 1955) was een Nederlands architect.

## Leven en werk
Van Bilderbeek werd geboren in Amsterdam. Hij was een zoon van Wilhelmina Christina Tappe en Bernardus Bilderbeek. Hij trouwde op 10 september 1908 te Amsterdam met Hendrika Brigitta van Meurs. Uit dit huwelijk werden in Dordrecht vier zoons en een dochter geboren, onder wie de latere verzetsstrijder Jan Dirk van Bilderbeek en de latere hoogleraar Bernardus van Bilderbeek jr..
Al tijdens zijn militaire keuring schreef hij zich in als opzichter. Zijn opleiding bestond uit de ambachtsschool en de Teekenschool. Praktijkervaring deed hij op bij architectenbureau Van Gendt en hij was lid van Architectura et Amicitia. In 1906 had Van Bilderbeek de leiding over de bouw van een bijkantoor van de Nederlandsche Bank in Dordrecht aan de Wijnstraat. Dit was de reden dat hij naar Dordrecht verhuisde en zich daar vestigde. In Dordrecht kreeg hij naast het werk aan de bank verschillende andere opdrachten. Van Bilderbeek was een actief en geëngageerd mens die op veel verschillende terreinen van de maatschappij functioneerde, al hadden bijna al deze terreinen op de een of andere manier wel een connectie met zijn beroep. Zo nam hij na de bouw van de ambachtsschool plaats in het bestuur van die school. Ook schreef hij regelmatig commentaren in de Dordrechtsche Courant over allerlei bouwkundige zaken in Dordrecht. Hij was gespecialiseerd in het begeleiden van restauraties van historische gebouwen, zoals de Stevenskerk in Nijmegen. Hij had ook zitting in commissies betreffende de wederopbouw in de provincie Zeeland en de stad Rotterdam.
Hij werkte jarenlang samen met collega Hendrik Reus, die jong overleed. Van Bilderbeek was ridder in de Orde van Oranje-Nassau en werkte bijna dertig jaar samen met architect/tekenaar C.C. Basters; beiden waren aangesloten bij de Bond voor Nederlandse architecten. Hij werd te Dieren gecremeerd. 

## Enkele ontwerpen van Bernardus van Bilderbeek inDordrecht
| Gebouw                                            | bouwjaar  | Locatie                            | Plaats    | Opmerking     |
| ------------------------------------------------- | --------- | ---------------------------------- | --------- | ------------- |
| Huis Cronenburch                                  | 1906      | Wijnstraat 135                     | Dordrecht |               |
| Woonblokken met arbeiderswoningen                 | 1915      | Noorderkwartier op de Staart       | Dordrecht |               |
| Complex Arbeiderswoningen                         | 1916      | Bloemenbuurt aan de Dubbeldamseweg | Dordrecht |               |
| Ambachtsschool                                    | 1918-1919 | Madoerastraat 2                    | Dordrecht | Met H.A. Reus |
| Villa Berckensteyn                                | 1912      | Oranjepark 1                       | Dordrecht |               |
| Christelijke Gereformeerde Kerk Dordrecht Centrum | 1921      | Singel 192                         | Dordrecht | Met H.A. Reus |

## H.B. van Bilderbeek-van Meurs
Hendrika Brigitta van Meurs (Amsterdam, 31 juli 1882 - Den Haag, 31 oktober 1972) was in 1906 afgestudeerd aan de Universiteit van Amsterdam aan de faculteit wis- en natuurkunde; in 1908 volgde haar proefschrift Magnetische splitsing van het ultraviolette ijzerspectrum angström 2300-4500. Promotor was Pieter Zeeman. Na hun huwelijk ging ze, zoals toen gebruikelijk was, voor de kinderen zorgen. In Dordrecht had ze zitting in de Dordrechtse Vrouwenclub en commissies voor het middelbaar onderwijs, daar waar ze eerst wis- en natuurkundeles had gegeven.